# Eupyrin
Als Eupyrin wurde früher das Vanillinethylcarbonat-p-phenetidin (andere Schreibweise: Vanillinäthylkarbonatparaphenetidin) bezeichnet. Es wurde als Mittel gegen Fieber eingesetzt.

## Eigenschaften
Eupyrin gehört zur Gruppe des Phenetidine. Es sind grünlich-gelbe Nadeln und geschmacklos. Eupyrin ist in Wasser schwer löslich, in Alkohol hingegen leicht löslich. Es schmilzt bei 87 °C bis 88 °C und riecht sehr schwach nach Vanillin. Es wirkt antipyretisch und zugleich stimulierend, diente daher Anfang des 20. Jahrhunderts als mildes und ungiftiges Fiebermittel bei Kindern, alten Leuten und in Fieberfällen mit erheblicher Schwäche, wo andere Fiebermittel wegen der Gefahr des Kollaps ausgeschlossen waren.

## Vermarktung
Eupyrin wurde von den Vereinigten Chininfabriken Zimmer & Co in Frankfurt Anfang des 20. Jahrhunderts als Fertigarzneimittel (Pulver) vermarktet und mehrmals täglich grammweise gegeben.
Eine andere Zusammensetzung hatten die Grippetabletten names Eupyrin der Firma Boehringer Mannheim Anfang der 1950er Jahre, die Salicylamid und Chinin enthielten. In Pakistan produziert eine Firma Schmerztabletten mit Codein und Paracetamol unter dem Handelsnamen Eupyrin.